# Подстрмець
Подстрмець (словен. Podstrmec) — поселення в общині Велике Лаще, Осреднєсловенський регіон, Словенія. 
Висота над рівнем моря: 588,3 м.